# Bernhard Gottlieb Isaak von Diesbach
Bernhard Gottlieb Isaak von Diesbach, auch Bernard Gottlieb Isaak von Diesbach von Carrouge (* 11. Juli 1750, 24. Juli 1750 (Taufdatum), in Bern; † 6. Juni 1807 in Enzersfeld bei Wien), war ein Schweizer Politiker.

## Leben

### Familie
Bernhard Gottlieb Isaak von Diesbach entstammte der Patrizierfamilie von Diesbach und war der Sohn von Bernhard von Diesbach (* 31. August 1713 in Romainmôtier; † 4. Juni 1786 in Bern), Schultheiss von Lenzburg sowie Welschseckelmeister und dessen Ehefrau Judith Maria (* 16. Dezember 1729 in Genf; † 17. Dezember 1750 in Bern), die Tochter des Bankiers Isaac Thellusson (1690–1755).
Von Diesbach war zweimal verheiratet. Seine erste Ehe schloss er am 8. Juli 1771 in Muri mit Susanna Maria Anna (* 21. März 1754 in Bern; † Juni 1776), der Tochter von Franz Ludwig von Graffenried (1716–1771), Grundherr von Carrouge und Mézières.
In zweiter Ehe heiratete er am 26. Mai 1778 in Bern Katharina Elisabeth (* 19. Juni 1755 in Bern; † 8. März 1836 ebenda), die Tochter von Karl Christoph Steiger (1725–1785), Schultheiss in Thun.

### Werdegang
Im Jahr 1775 wurde Bernhard Gottlieb Isaak von Diesbach zum Schultheiss des Äusseren Standes in Bern gewählt, was ihm eine bedeutende Stellung innerhalb der politischen Hierarchie der Stadt einbrachte. 1785 folgte seine Wahl zum Grossrat, wo er an wichtigen politischen Entscheidungen beteiligt war.
Sein Verhalten als Grundherr von Carrouge und Mézières, das er nach dem Tod seiner ersten Frau geerbt hatte, war von Hochmut geprägt, was zu einem Widerstand der Waadtländer gegen die Stadt Bern führte. In der Zeit von 1795 bis 1798 amtierte er als Landvogt zu Frienisberg.
Nach dem Franzoseneinfall wurde Bernhard Gottlieb Isaak von Diesbach 1798 als Geisel nach Strassburg deportiert. Während seines Exils in Augsburg wurde er Mitglied des Emigrantenkomitees, das sich mit den politischen Entwicklungen in der Schweiz auseinandersetzte.
Nach seiner Rückkehr nach Bern im Jahr 1800 erlangte er als Präsident des föderalistischen Komitees (siehe Föderalismus in der Schweiz#Historische Entwicklung) gegen die helvetische Regierung, insbesondere nach dem Putsch von 1801 (siehe Helvetische Republik#Dritter Staatsstreich vom 27./28. Oktober 1801), politischen Einfluss. 1801 nahm er als Deputierter an der Tagsatzung teil. In dieser Zeit war er auch ein Vertrauter des Landammanns Alois Reding, den er 1801 während einer Gesandtschaftsreise nach Paris begleitete und darauf zum Gesandten in Wien ernannt wurde.
Während der Helvetik war er in engster Verbindung mit dem bernischen Wiederherstellungsverein der unbedingten Aristokraten und ein engagierter Verfechter der alten Ordnung.
In seiner Mission in Wien war Bernhard Gottlieb Isaak von Diesbach mit der schwierigen Aufgabe betraut, die Beziehungen zur österreichischen Monarchie zu stärken und die Anerkennung der helvetischen Republik zu erlangen. Er äußerte sich besorgt über die Behandlung der Schweiz durch Frankreich und entwarf eine Verfassung, die auf föderalistischen Prinzipien basierte und die Souveränität der Kantone betonte.
Seine diplomatischen Bemühungen waren jedoch von Misstrauen und Widerstand geprägt, sowohl von Seiten der französischen als auch der neuen helvetischen Regierung. Er sah sich bald in der Rolle eines politischen Außenseiters, während sich die Machtverhältnisse in der Schweiz veränderten und die Unitarier, die eine zentralisierte Regierungsform favorisierten, an Einfluss gewannen.
Die Ereignisse rund um den Staatsstreich vom 17. April 1802 (siehe Helvetische Republik#Vierter Staatsstreich vom 17. April 1802) und die darauffolgende Abberufung von Bernhard Gottlieb Isaak von Diesbach aus seiner Gesandtschaft waren symptomatisch für die politischen Turbulenzen der Zeit. Trotz seiner Bemühungen, die Unabhängigkeit und die föderalistischen Ideale der Schweiz zu verteidigen, musste er letztendlich seine Mission aufgeben, was ihm das Gefühl gab, dass die Kräfte der Revolution gegen ihn arbeiteten.
Nach dem Sturz der Föderalisten durch den unitarischen Staatsstreich im April 1802 wurde Bernhard Gottlieb Isaak von Diesbach abberufen. Aus Angst vor Strafverfolgung entschloss er sich, in Wien zu bleiben, wo er bis zu seinem Tod lebte.

## Mitgliedschaften
Bernhard Gottlieb Isaak von Diesbach war Mitglied der Ökonomischen Gesellschaft in Bern.